# De Macht aan het Volk!
De Patriottische Volksbeweging "De Macht aan het Volk!" (Russisch: Народно-патриотическое движение «Власть — народу!», Narodno-patriotitsjeskoje dvisjenije «Vlast' — narodoe!») was een politieke alliantie in Rusland die in 1995, in aanloop van de parlementsverkiezingen van dat jaar werd opgericht door Sergej Baboerin Nikolaj Ryzjkov. Het voornaamste bestanddeel van de alliantie was de Russische Volksunie van Baboerin. Op de kieslijst van "De Macht aan het Volk" stonden een aantal prominente Russen, waaronder de voormalige wereldkampioen schaken, Anatoli Karpov. Het belangrijkste programmapunt was verzet tegen het hervormingsbeleid van president Boris Jeltsin.
Bij de verkiezingen van 1995 deed de Patriottische Volksbeweging "De Macht aan het Volk" zijn intrede in de Staatsdoema met negen zetels. Negen zetels waren onvoldoende om een fractie te vormen, maar dankzij de detachering van een aantal communistische partij werd het wettelijk aantal leden voor een fractie uiteindelijk wel bereikt. De organisatie werd in de loop van de jaren negentig hervormd tot een homogene politieke beweging en deed mee aan de verkiezingen voor de Doema in 1999, maar behaalde toen geen zetels. 

## Bondgenoten
- Agrarische Partij van Rusland
- Communistische Partij van de Russische Federatie
- Congres van Russische Gemeenschappen
- Partij voor Arbeiderszelfbestuur